# Dawydkiwzi (Chmelnyzkyj)
Dawydkiwzi (ukrainisch Давидківці; russisch Давыдковцы Dawydkowzy, polnisch Dawidowce) ist ein Dorf in der ukrainischen Oblast Chmelnyzkyj mit etwa 1900 Einwohnern (2001).

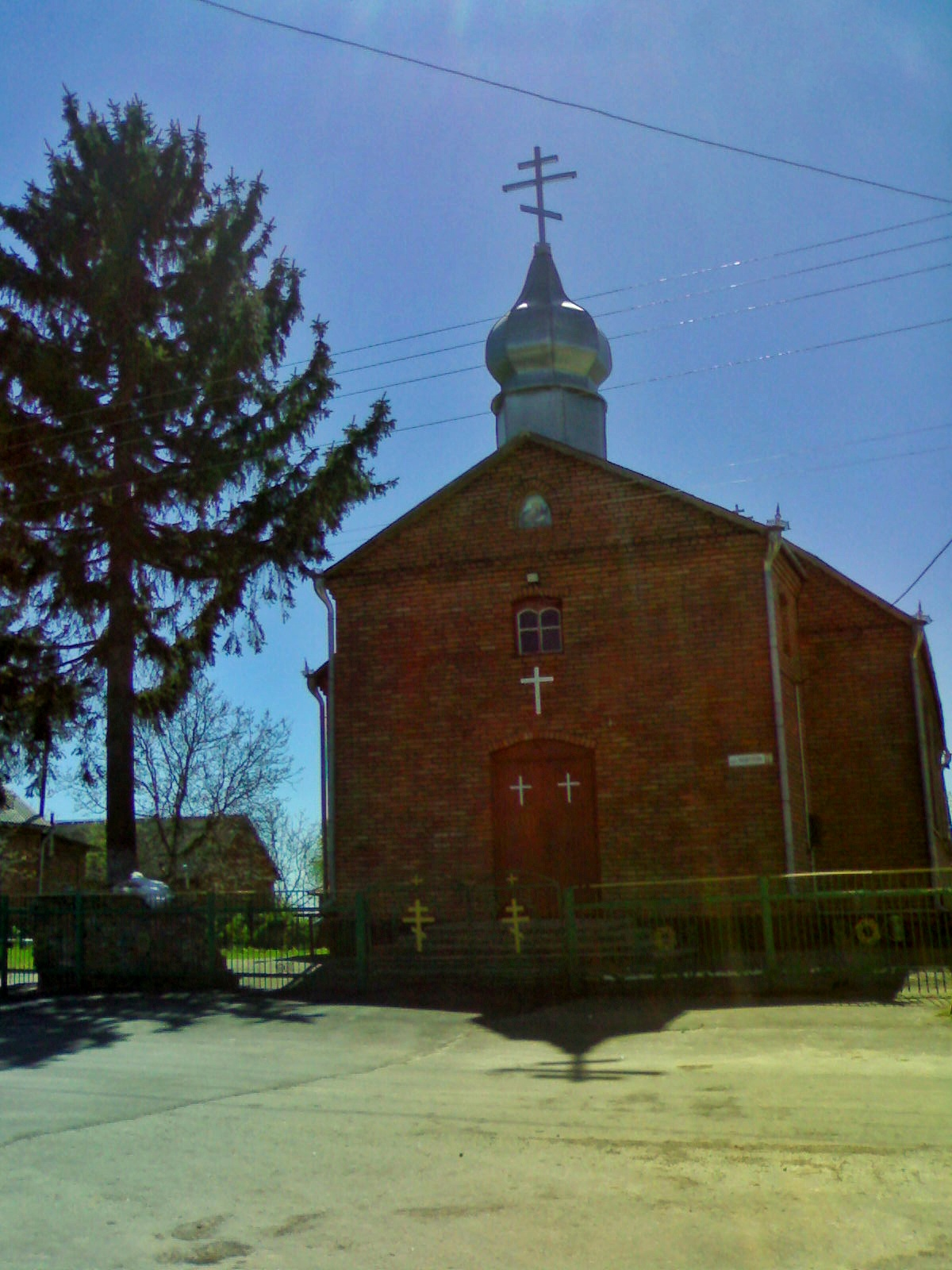
Dorfkirche

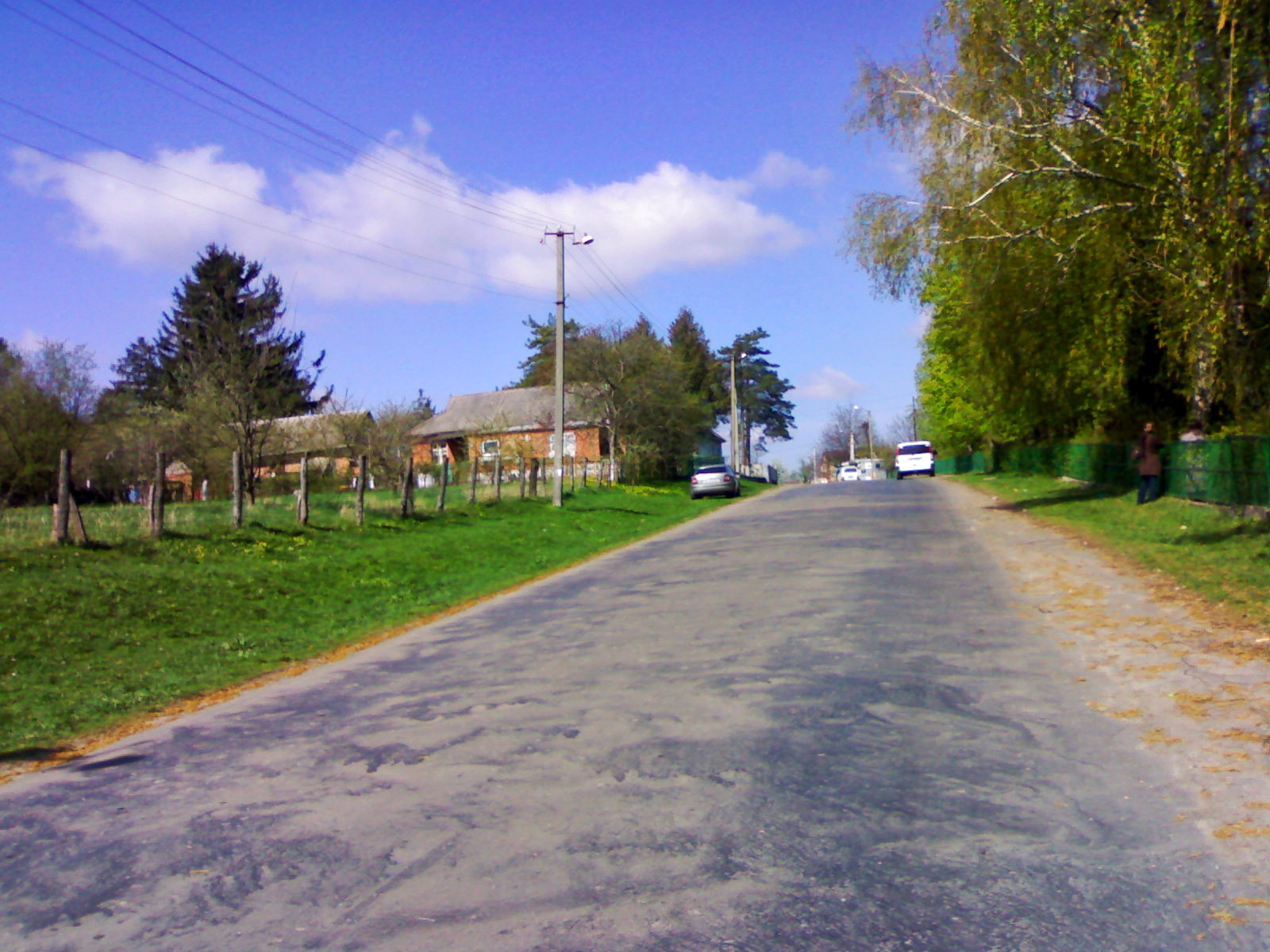
Straße im Dorf, 2018

Das 1793 gegründete Dorf liegt nördlich vom Ufer des Südlichen Bugs etwa 10 km östlich vom Rajon- und Oblastzentrum Chmelnyzkyj. Südlich vom Dorf befindet sich der die Fernstraße M 12/E 50.
Am 12. Juni 2020 wurde das Dorf ein Teil der neugegründeten Stadtgemeinde Chmelnyzkyj, bis dahin bildete es die gleichnamige Landratsgemeinde Dawydkiwzi (Давидковецька сільська рада/Dawydkowezka silska rada) im Osten des Rajons Chmelnyzkyj.